# Helicodiscus
Helicodiscus é um género de gastrópode da família Endodontidae.
Este género contém as seguintes espécies:
- Helicodiscus diadema
- Helicodiscus hexodon
- Helicodiscus parallelus